# اوون کونگدینگ
اوون کونگدینگ (انگلیسی: Own Kongding؛ زادهٔ ۲۷ نوامبر ۱۹۱۳ - درگذشته نامشخص) وزنه‌بردار اهل چین بود.  وی در بازی‌های المپیک تابستانی ۱۹۳۶ شرکت کرده‌است.